# Tuzla (otok)
Otok Tuzla (rus. Тузла, ukr. Тузла, krim. tat. Tuzla – slana, solana) je pješčani otočić u obliku prevlake smješten usred Kerčkih vrata između Kerčkog poluotoka (na Krimu) na zapadu i Tamanskog poluotoka na istoku. Kerčka vrata povezuju Azovsko i Crno more. Administrativno, Tuzla je dio Kerča na istoku Krima.

## Povijest
Otok Tuzla nastao je kada je prevlaka koji se nastavljala na poluotok Taman pretrpila masivnu eroziju tijekom velike oluje 1925. godine. U davna vremena (prije 2.500 godina) razina mora bila je 4 metra ispod sadašnje, što je značilo da je na mjestu moderne Tuzle bilo prilično prostrano kopneno područje koje je bilo dio poluotoka Taman. Sam poluotok Taman u to je vrijeme bio dio delte Kubana, a od ostatka kopna bio je odvojen riječnim kanalima, koji su se ulijevali u Azovsko i Crno more. Neki povjesničari Tuzlu identificiraju kao otok Alopeka, spomenut među drevnim autorima, smješten u vodama Kimerijskog Bospora, a kada se otok povremeno spajao s azijskom obalom Bospora, nastala prevlaka je korištena kao ulaz u prolaz kroz najuži dio Kimerijskog Bospora, koji se nalazi između Alopekoya i europske obale Bospora. Drugi povjesničari i geolozi odbacuju takvu hipotezu, vjerujući da u davna vremena nisu postojali ni otok ni prevlaka Tuzla.
Prije nego što je Sovjetski Savez ušao u Drugi svjetski rat 1941. godine, bio je dio Krimske oblasti koja je 19. veljače 1954. postala dijelom Ukrajinske SSR, koja je nakon raspada Sovjetskog Saveza 1991. godine postala država Ukrajina.

## Spor iz 2003. godine
U listopadu 2003. je došlo do teritorijalnog spora oko vlasništva nad otokom između Ukrajine i Rusije. Ruske vlasti tvrdile su da je prelazak Krima u Ukrajinu 1954. godine obuhvatio samo kontinentalne dijelove Krima, iako je otok Tuzla administrativno bio dio Krima od 1941.
Ruska strana započela je izgradnju brane od Tamanskog poluotoka prema otoku kako bi oživjela erodirani poluotok bez ikakvih prethodnih konzultacija s ukrajinskim vlastima. Izgradnje 3.8 km duge brane je obustavljena točno na tadašnjoj rusko-ukrajinskoj granici, 1.200 metara od otoka. Izgradnja brane dovela je do povećanja intenziteta toka u tjesnacu i propadanja otoka. Da bi spriječila pogoršanje, ukrajinska vlada financirala je kopnene radove na produbljivanju korita tjesnaca. Razlog tih kopnenih radova bio je izbjeći situaciju ukojoj su ruski brodovi morali plaćati Ukrajini zbog prelaska kroz Kerčka vrata, koji se smatra teritorijalnim vodama Ukrajine. Ukrajina je odbijala priznati tjesnac kao unutarnje vode obiju zemalja do 2003. godine.
Dana 21. listopada 2003. granična služba Ukrajine uhitila je ruski tegljač Truzhenik koji je prešao državnu granicu Ukrajine i proveo foto i video nadzor otoka. Nakon incidenta stvoren je odgovarajući protokol i brod je predan ruskim graničnim vlastima. Dana 23. listopada 2003. ukrajinski parlament donio je rezoluciju "o uklanjanju prijetnje teritorijalnom integritetu Ukrajine koja se pojavila kao rezultat izgradnje brane od strane Ruske Federacije u Kerčkim vratima". Stvoreno je privremeno posebno parlamentarno povjerenstvo koje će temeljitije istražiti slučaj.
U danima 30. i 31. listopada 2003. započeli su pregovori između Ukrajine i Rusije koji su doveli do obustave izgradnje brane. Zbog spora, na otoku je 2. prosinca 2003. postavljena granična ophodna postaja Ukrajine. Dana 5. prosinca 2003. godine Ukrajinska vlada donijela je Naredbu br. 735p u vezi s hitnim mjerama za spas otoka. Dana 4. srpnja 2004. godine, ukrajinska vlada je donijela Naredbu br. 429p, kojom je predviđena izgradnja struktura za ojačanje obale i premještanje stanovništva s poplavljenih teritorija.
Nakon sukoba 2003. godine, Vrhovno vijeće Krima naredilo je uspostavu novog naselja na otoku. Međutim, 6. rujna 2006. gradska uprava Kerča odbila je stvoriti takvo naselje, jer se kosilo s administrativno-teritorijalnim sastavom grada.
Udaljenost do nedovršene brane koja se proteže od TamanSKOG POLUOTOKA je oko 100 m, s dubinom vode duž nekadašnje plićine ne više od 60 cm.
Sporovi oko prava prolaska riješeni su bilateralnim sporazumom iz 2003. godine o suradnji u korištenju Azovskog mora i Kerčkih vrata, čime su ove vodene mase postale zajedničke unutarnje vode obiju zemlje, ali nove napetosti nastale su nakon 2014. godine, kada je Rusija pripojila Krim i Sevastopolj.

## Od Krimske krize 2014.
Nakon ruske aneksije Krima u ožujku 2014. godine, ruske vlasti su preuzele nadzor nad otokom. Odmah je započelo planiranje gradnje most koji povezuje poluotok s kopnenom Rusijom. Gradnja je započela u svibnju 2015. Cestovni dio mosta i željeznički most otvoreni su za promet u svibnju 2018., odnosno u prosincu 2019. godine.

## Vanjske poveznice
|  | Zajednički poslužitelj ima još gradiva o temi Tuzla (otok) |

- «Остров Тузла» — Севастополь «ОК», № 1-2, 2000 г.
- Russia-Ukraine Will Resume Talks on Maritime Delimitation in the Black Sea and the Sea of Azov/Kerch Strait in June 2009 of 22 January 2009 and Ukraine May Refer Maritime Border Row with Russia to UN Court of 4 February 2009
- A tiny island in the news: the dispute over Tuzla. The Ukrainian Weekly. 11. siječnja 2004. Inačica izvorne stranice arhivirana 20. svibnja 2006. Pristupljeno 5. ožujka 2007.
- Ostriychuk, O. Historical-legal aspect of Tuzla island affiliation  Arhivirana inačica izvorne stranice od 4. ožujka 2016. (Wayback Machine).
- Conflict chronicle
- Conflict around Tuzla island: 10 years later. Podrobnosti. 29 rujna 2013.